# Алагоіньяс (мікрорегіон)
Алагоіньяс (порт. Microrregião de Alagoinhas) — мікрорегіон в Бразилії, входить в штат Баїя. Складова частина мезорегіону Північний схід штату Баїя. Населення становить 302 199 чоловік на 2005 рік. Займає площу 5 665,779 км². Густота населення — 53,3 чол./км².

## Склад мікрорегіону
До складу мікрорегіону включені наступні муніципалітети:
1. Акажутіба
2. Алагоіньяс
3. Апора
4. Арамарі
5. Арасас
6. Крізополіс
7. Іньямбупі
8. Ріу-Реал
9. Сатіру-Діас

| Бразилія | Це незавершена стаття з географії Бразилії. Ви можете допомогти проєкту, виправивши або дописавши її. |